# Хатумо
Сомалийское Государство Хатумо (англ. Khatumo State of Somalia или Khaatumo State of Somalia, сомал. Dawlad Goboleedka Khaatumo ee Soomaaliya или Maamul Goboleedka Khaatumo ee Soomaaliya) — автономная администрация на севере Сомали со столицей в Ласъаноде. В него входят части регионов Соль, Санаг и Каин (объединенные под аббревиатурой «ССК»).
Признаётся международным сообществом частью фактически несуществующего государства Сомали. Одновременно с этим на данную территорию претендуют соседние непризнанные государства: Сомалиленд и Пунтленд.
Столица — город Ласъанод (иногда употребляется вариант Лас-Анод), с 2007 года находящийся под контролем Сомалиленда. Фактически центром являлся город Талех, однако 14 апреля 2014 года сомалилендские войска заняли Талех с районом, разрезав таким образом территорию Хатумо на две части. Борьбу за создание автономии в составе единого Сомали ведёт организация HBM-SSC (Hoggaanka Badbaadada iyo Mideynta SSC), являющаяся по сути армией провинций Соль, Санаг и Айн. Основной союзник HBM-SSC — соседний Пунтленд. Противники — Сомалиленд и Эфиопия. Государство провозглашено на конференции в провинции Талех региона Соль, проходившей с 20 декабря 2011 года, на базе существовавшей с 2010 года единой региональной администрации Сул-Санаг-Айна (SSC). 367 делегатов съезда одобрили данное решение 12 января 2012 года. Автономия получила признание со стороны Федерального правительства Сомали.

## Государственные атрибуты

Флаг Сул-Санаг-Айна

### Название
Название Khatumo происходит от арабского слова, которое означает положительное решение. Основатели государства заявили, что их цель состоит в том, чтобы устранить проблемы региона путём создания собственной администрации.
Вместе с названием Сомалийское Государство Хатумо (Khaatumo State of Somalia) в отношении автономии также употребляется аббревиатура SSC (Соль-Санаг-Айн). Также встречается историческое название Государство дервишей (Дервишленд) (Darwishland/Darwiishland State of Somalia). Название Нортленд (Northland State of Somalia) уже не используется.

### Флаг
Обычно используется непосредственно флаг Сомали. Встречаются разные варианты дополнения сомалийского флага различными надписями и рисунками (полумесяц, изображение коня, надписи S.S.C., Soomaaliya и т. п.).

## История

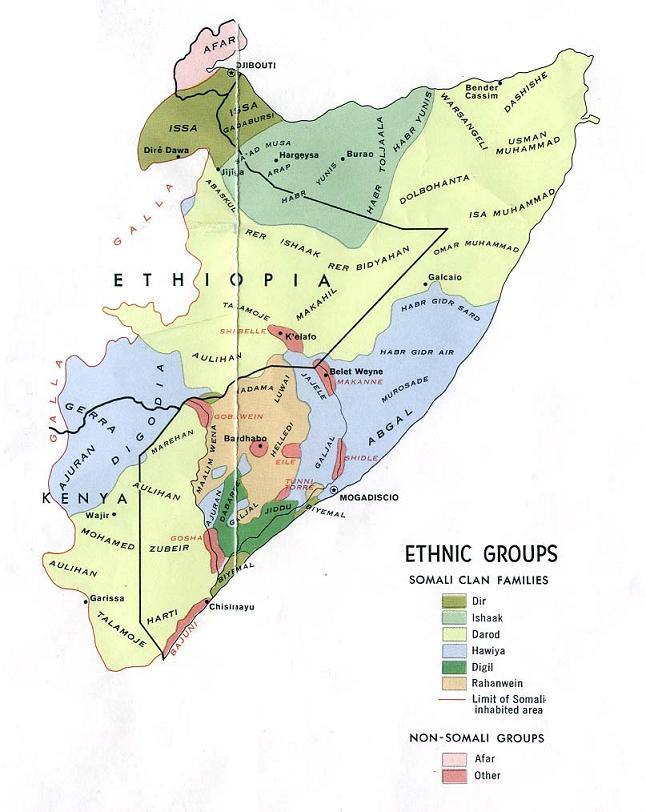
Народности Сомали (1977)

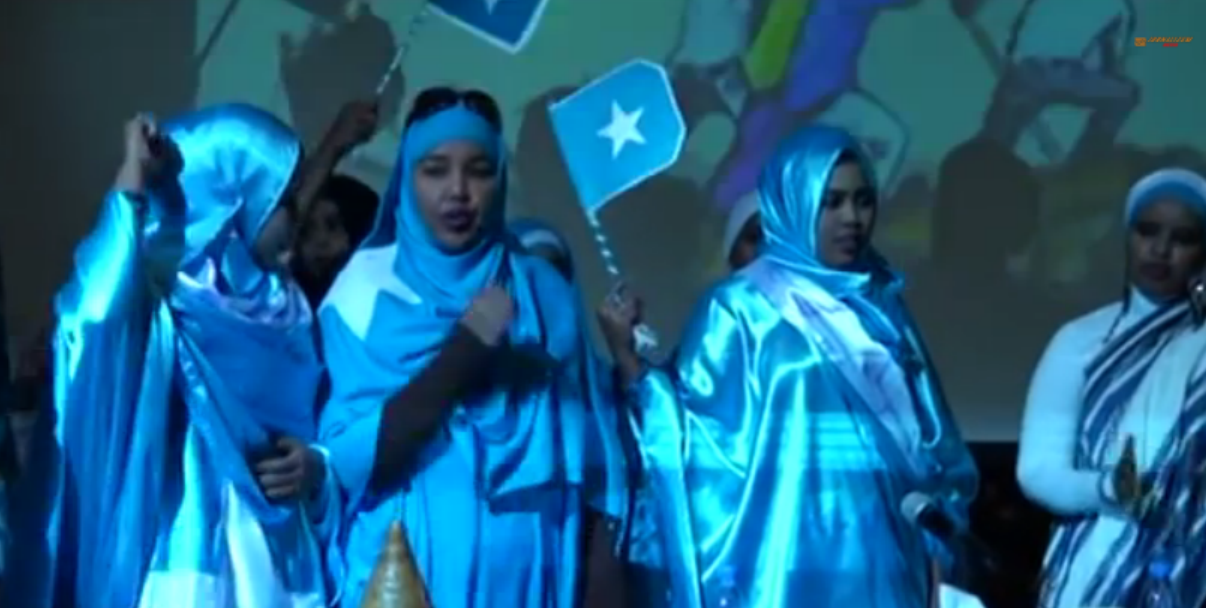
Церемония провозглашения Государства Хатумо в Дубае (2013)

Территория Хатумо расположена между Сомалилендом и Пунтлендом и оспаривается обоими этими государствами. Разница состоит в том, что Сомалиленд стремится к полной независимости, а Пунтленд к автономии, поэтому боевых действий между последним и Хатумо не ведётся. Национальный состав Хатумо тот же, что и в Пунтленде — сомалийцы клана Дарод (субклан Дулбаханте). Стремление обрести своё, отдельное от Пунтленда, государство связано с разочарованием населения регионов Соль, Санаг и Айн в Пунтленде из-за его пассивных действий в войне с Сомалилендом в последние годы: после захвата Ласъанода Пунтленд так и не предпринял действенной попытки вернуть город, в то время как сомалилендцы проводили там карательные операции, в результате чего город покинули более 20 тыс. жителей.
С августа 2016 года правительство Хатумо ведёт переговоры с Сомалилендом о вхождении в состав последнего в связи с фактической утратой контроля над какой-либо территорией. 17 июня 2017 года было подписано соглашение, согласно которому в юго-восточных регионах Сомалиленда должны быть организованы местные правительства на уровне округов, которым будет передан ряд полномочий центрального и регионального правительств в. Однако переговоры вызвали значительные разногласия между президентом Али Халифом Галайдом и вице-президентом администрации Абдулле Агалулом, которые в конечном итоге создали две отдельные администрации, которые утверждают, что они являются законным правительством. Группа, возглавляемая Али Халифом, достигла соглашения с Сомалилендом в городе Айнабо в октябре 2017 года, в котором предусматривалось, что при условии изменения конституции Сомалиленда его администрации присоединятся к Сомалиленду. Абдулле Агалул после этого был объявлен временным президентом государства Хатумо, до выборов в начале 2018 года. 18 июля 2018 года прошла встреча Али Халиф Галайд с президентом Сомали и президентом Сомалиленда в Брюсселе.

### Реакция на провозглашение Государства Хатумо

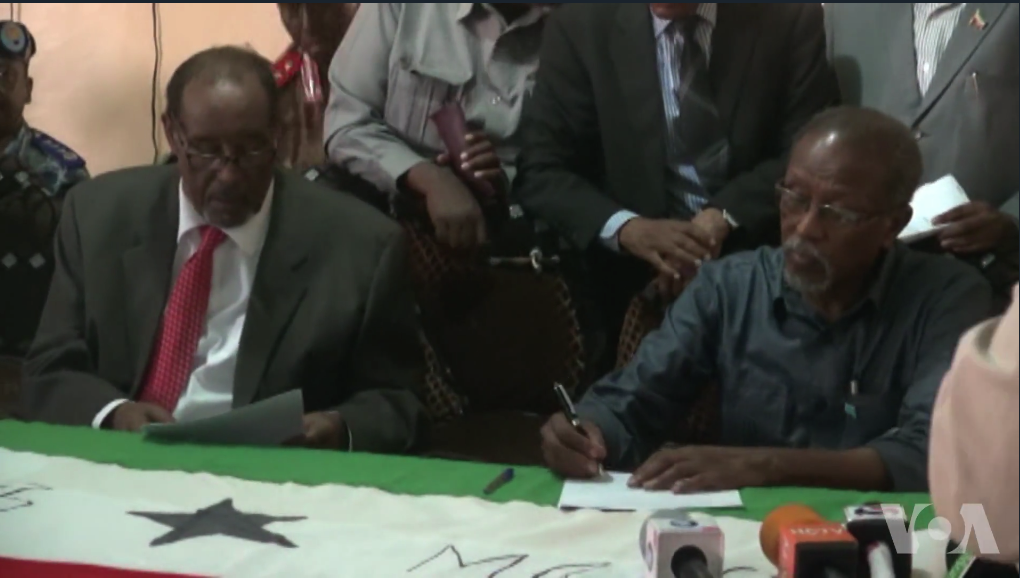
Ахмед Силаньо и Али Халиф подписывают соглашение Сомалиленд-Хатумо в Айнабо в октябре 2017

- Сомали — Президент Сомали Шариф Шейх Ахмед признал новое автономное государство на территории Сул-Санаг-Айна. Однако власти Пунтленда оказывают давление на представителей переходного правительства в вопросе Хатумо. Так, премьер-министр Абдивели Мохамед Али по возвращении в Могадишо после переговоров с властями Пунтленда отказался комментировать признание или непризнание Хатумо со стороны федерального правительства[16]. Затем появилось письмо заместителя премьер-министра Мухамеда Махмуда Хаджи Ибрагима, в котором сообщалось, что переходное правительство отказывается от поддержки и признания Хатумо. Данный факт вызвал негодование многих жителей Соли, Санага и Айна, особенно учитывая, что это произошло на фоне новых столкновений Хатумо с сепаратистским Сомалилендом, где Хатумо в одиночку отстаивает единство Сомали в настоящий момент. 10 марта 2012 года появилось новое письмо от заместителя премьера Хаджи Ибрагима. Он заявил, что «президент, премьер-министр и правительство имеют общую позицию, которая заключается в том, что Государство Хатумо официально осуществляет власть в Сомали». Также Хаджи Ибрагим извинился перед президентом, кабинетом министров и членами парламента за своё предыдущее письмо[17][18].
- Пунтленд — 12 марта 2012 года президент Пунтленда Абдирахман Мохамуд Фароле заявил, что власти переходного правительства Сомали не обладают полномочиями признавать автономные государства внутри Сомали, а также, что любые переговоры с Сомалилендом должны учитывать интересы Пунтленда, иначе они не будут признаны легитимными[19].
- Сомалиленд — на территорию Хатумо претендует соседний Сомалиленд, поскольку территория Соли, Санага и Айна входила в состав Британского Сомали. Президент этого самопровозглашённого государства Ахмед Силаньо поклялся, что никогда не смирится с разделом Сомалиленда[20].

## Правительство
Структура государственной власти Хатумо несколько отличается от структуры других автономных региональных администраций Сомали. На момент своего создания она имела 3 президентов, 4 совета и различные министерские должности.
В августе 2014 года член Федерального парламента Сомали и бывший премьер-министр Сомали Али Халиф Галайд был избран президентом Хатумо. Его соперником был тогда сопрезидент Мохамед Юсуф Джама. За Галайда проголосовало 21 человек, за Джаму — 9. Члены Ассамблеи, назначенные традиционными лидерами, также избрали Абдула Сулуба вице-президентом.

### Советы
- Высший совет традиционных лидеров
- Исполнительный совет (G10 или Group 10)
- Президентский совет (с тремя президентами и министрами)
- Парламентский совет

| Правительство Сомалийского Государства Хатумо (по состоянию на 2014 год) | Правительство Сомалийского Государства Хатумо (по состоянию на 2014 год) | Правительство Сомалийского Государства Хатумо (по состоянию на 2014 год) | Правительство Сомалийского Государства Хатумо (по состоянию на 2014 год) |
| Должность                                                                | Портрет                                                                  | Имя                                                                      | Партия                                                                   |
| ------------------------------------------------------------------------ | ------------------------------------------------------------------------ | ------------------------------------------------------------------------ | ------------------------------------------------------------------------ |
| Президент                                                                |                                                                          | Али Халиф Галайд                                                         | Беспартийный                                                             |
| Вице-президент                                                           |                                                                          | Абдул Сулуб                                                              | Беспартийный                                                             |
| Руководитель кабинета министров                                          |                                                                          | Мухтар Ибрагим Хабаши                                                    | Беспартийный                                                             |
| Пресс-секретарь                                                          |                                                                          | Омар Джама Салибан                                                       | Беспартийный                                                             |
| Министр международных отношений и диаспоры                               |                                                                          | Фардус Мохамед Мире                                                      | Беспартийный                                                             |
| Первый заместитель Министра международных отношений                      |                                                                          | Хасан Али Джама                                                          | Беспартийный                                                             |
| Министр безопасности                                                     |                                                                          | Мохамед Дукале Абди                                                      | Беспартийный                                                             |
| Заместитель министра безопасности                                        |                                                                          | Джама Хасан Халиф                                                        | Беспартийный                                                             |
| Министр финансов                                                         |                                                                          | Ибрагим Джама Гараб-Яр                                                   | Беспартийный                                                             |
| Заместитель министра финансов                                            |                                                                          | Али Осман Гедле                                                          | Беспартийный                                                             |
| Министр развития и природных ресурсов                                    |                                                                          | Абдикарим Фарах Дхайе                                                    | Беспартийный                                                             |
| Первый заместитель министра развития и природных ресурсов                |                                                                          | Ибрагим Махмуд Гуре                                                      | Беспартийный                                                             |
| Второй заместитель министра развития и природных ресурсов                |                                                                          | Абди Фарах Махад                                                         | Беспартийный                                                             |
| Министр социальных дел                                                   |                                                                          | Махмуд Дирийе Абди Джуф                                                  | Беспартийный                                                             |
| Первый заместитель министра социальных дел                               |                                                                          | Абдифатах Осман Дхала                                                    | Беспартийный                                                             |
| Второй заместитель министра социальных дел                               |                                                                          | Асиа Хасан Джама                                                         | Беспартийный                                                             |
| Министр внутренних дел                                                   |                                                                          | Ясин Ахмед Сулуб                                                         | Беспартийный                                                             |
| Первый заместитель министра внутренних дел                               |                                                                          | Хасан Мусе Аул                                                           | Беспартийный                                                             |
| Второй заместитель министра внутренних дел                               |                                                                          | Абшир Абди Шейх                                                          | Беспартийный                                                             |

### Президенты Хатумо
Президент Хатумо является главой государства и главой правительства; должности премьер-министра в государстве нет. Последним вице-президентом Хатумо был Абдул Агалуле.
| Портрет | Имя (годы жизни)             | Начало полномочий | Окончание полномочий | Примечания           |
| ------- | ---------------------------- | ----------------- | -------------------- | -------------------- |
|         | Ахмед Эльми Осман (—)        | 12 января 2012    | 2013                 | совместное правление |
|         | Абдинур Эльми Кааджи (—)     | 2013              | 2013                 | совместное правление |
|         | Мохамед Юсуф Джама           | 26 мая 2013       | 1 сентября 2014      |                      |
|         | Али Халиф Галайд (1941—2020) | 1 сентября 2014   | 20 октября 2017      |                      |

## Армия
Государство Хатумо имело свои собственные силы безопасности. Финансируемые исключительно государственной администрацией, они были призваны обеспечивать местную безопасность и защищать границы региона. По словам президента Хатумо Абдинура Эльми Кааджи, силы были хорошо обучены и вооружены. Войска Хатумо были развернуты в оборонительных операциях против вторжения войск Сомалиленда в Буходле и других спорных городах на территории ССК. По состоянию на 2012 год силы Хатумо возглавлял Абдирисак Фанах, а Омар Джама Салейман был их официальным представителем.

## Экономика
Экономика Государства Хатумо была основана на скотоводстве, а также на коммуникационных компаниях. Верблюды, крупный рогатый скот, козы, нефтяные скважины и овцы Холь-Холя экспортировались из региона и других частей северного Сомали в соседние арабские страны Персидского залива, такие как Саудовская Аравия. В сельской местности также практиковалось сельское хозяйство. Налог, собираемый с операторов мобильной связи, составляет около 40 % поступлений в бюджет.
Ранее экономика региона была более разнообразной, шло производство продуктов питания, кожных и косметических изделий, которые поставлялись на экспорт. Однако с началом гражданской войны экономика пришла в упадок. Доступ сомалийских мясных продуктов фактически закрыт в страны Аденского залива, поэтому экономического развития в этой сфере практически не происходило. Социально-экономическая инфраструктура государства Хатумо находилась в процессе постепенного восстановления после длительного периода конфликта. Денежные переводы, отправляемые сомалийскими эмигрантами родственникам в регионе, вносили значительный вклад в местную экономику. Посредством строительства нового объекта воздушного транспорта чиновники Хатумо стремились стимулировать репатриацию жителей государства. Возвращенцы, в свою очередь, размещались в недавно построенных гостиницах, ресторанах и других предприятиях, что послужило созданию дополнительных возможностей для трудоустройства.

## Административное деление

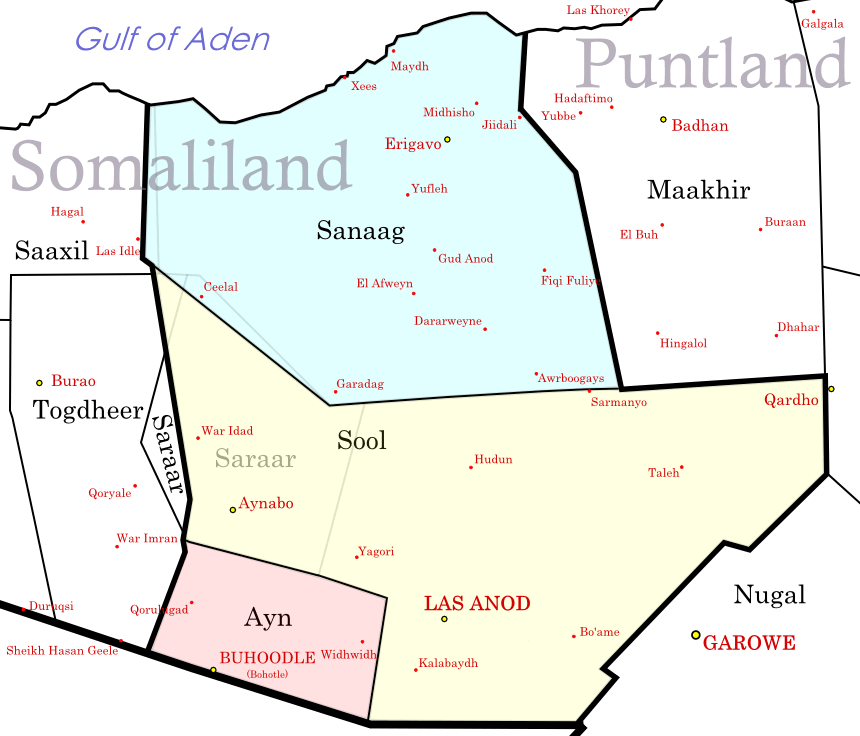
Административное деление Хатумо

Карта Сомали

Государство состоит из трёх регионов: Соль, Санаг и Айн. Каждый регион делится на округа. В состав провинции Санаг не входят округа, относящиеся к Маахиру (регион Пунтленда).
Округа Айна:
- Округ Баллиад (Ballicad)
- Округ Маркаан (Marqaan)
- Округ Уидвид (Widh-Widh)

Округа Санага:
- Округ Фики-Фулие (Fiqifuliye)
- Округ Хабар-Широ (Xabar Shiiro)
- Округ Хабаш-Уакл (Xabasha Wacle)
- Округ Эригабо (Ceerigaabo)

Округа Соли:
- Округ Айнабо (Caynaba)
- Округ Боам (Boocame)
- Округ Калабайд (Kalabaydh)
- Округ Ласъанод (Laascaanood)
- Округ Талех (Taleex)
- Округ Худун (Xudun)
- Округ Ягори (Yagoori)